# Jelly Belly Cycling Team/2009
Deze pagina geeft een overzicht van de wielerploeg Jelly Belly Cycling Team in 2009.

## Renners
| Naam                 | Geboortedatum | Nationaliteit    | Ploeg 2008                     |
| -------------------- | ------------- | ---------------- | ------------------------------ |
| Mead Bryce           | 02-09-1980    | Verenigde Staten | Jelly Belly Cycling Team       |
| Jonathan Clarke      | 18-12-1984    | Australië        | Toyota-United Pro Cycling Team |
| Matthew Crane        | 15-04-1985    | Verenigde Staten | Health Net presented by Maxxis |
| Phillip Gaimon       | 28-01-1986    | Verenigde Staten | neoprof                        |
| Charles Bradley Huff | 05-02-1979    | Verenigde Staten | Jelly Belly Cycling Team       |
| Jeremy Powers        | 29-06-1983    | Verenigde Staten | Jelly Belly Cycling Team       |
| Kiel Reijnen         | 01-06-1986    | Verenigde Staten | Jelly Belly Cycling Team       |
| Nick Reistad         | 20-04-1983    | Verenigde Staten | Jelly Belly Cycling Team       |
| Matthew Rice         | 29-04-1979    | Australië        | Jelly Belly Cycling Team       |
| Will Routley         | 23-05-1983    | Canada           | Symmetrics Cycling Team        |
| Bernard Van Ulden    | 11-09-1979    | Verenigde Staten | Jelly Belly Cycling Team       |

2000 · 2001 · 2002 · 2003 · 2004 · 2005 · 2006 · 2007 · 2008 · 2009 · 2010 · 2011 · 2012